# Station Feuquières - Fressenneville
Station Feuquières - Fressenneville is een spoorwegstation in de Franse gemeente Feuquières-en-Vimeu aan de Spoorlijn Abbeville - Eu.